# La Vérité sortant du puits
La Vérité sortant du puits est un tableau de Jean-Léon Gérôme.
Le tableau appartient aux collections du musée Anne-de-Beaujeu de Moulins, en France.

## Thème
Le titre complet de ce tableau est Vérité sortant du puits armée de son martinet pour châtier l’humanité et provient de la phrase de Démocrite : « En réalité nous ne savons rien, car la vérité est au fond du puits. » Pour le peintre, c'est une représentation de la Vérité en peinture.
La Vérité, fille de Saturne ou du Temps, est mère de la Justice et de la Vertu ; la Vérité est donc une divinité allégorique.

## Composition
Le puits est celui du musée de Cluny à Paris dont le peintre modifie la hauteur de la margelle par la suppression de la gargouille pour permettre au modèle de prendre appui ; la reproduction du puits est fidèle par ailleurs, à un détail près : « Il a ajouté à la vigne vierge qui tapisse encore le mur, la végétation luxuriante des arums que l'on voyait déjà derrière la fontaine de Daphnis et Chloé et près du Circassien à l'abreuvoir. »

## Analyses de l’œuvre
D'après Pierre Commelin, à propos de la Vérité comme allégorie : « Quelquefois on lui donne un miroir, et souvent ce miroir est orné de fleurs. Plus rarement on la représente, dans toute sa nudité, et sortant d'un puits. »
Selon Charles Moreau-Vauthier, Gérôme était très attaché à cette œuvre, qu’il conservait au-dessus de son lit.

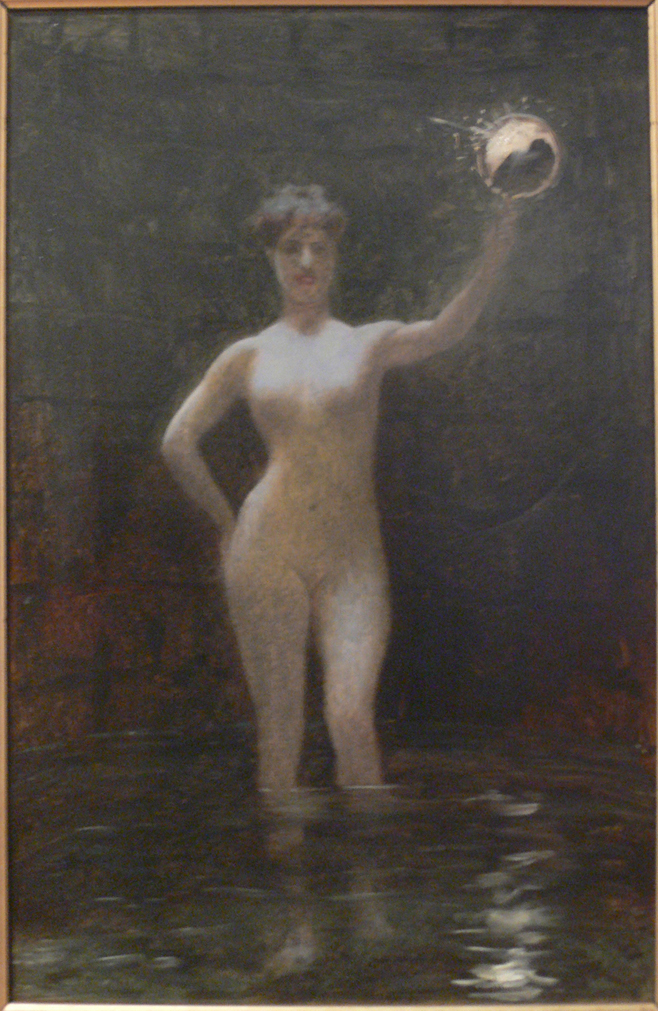
La vérité au fond d'un puits.
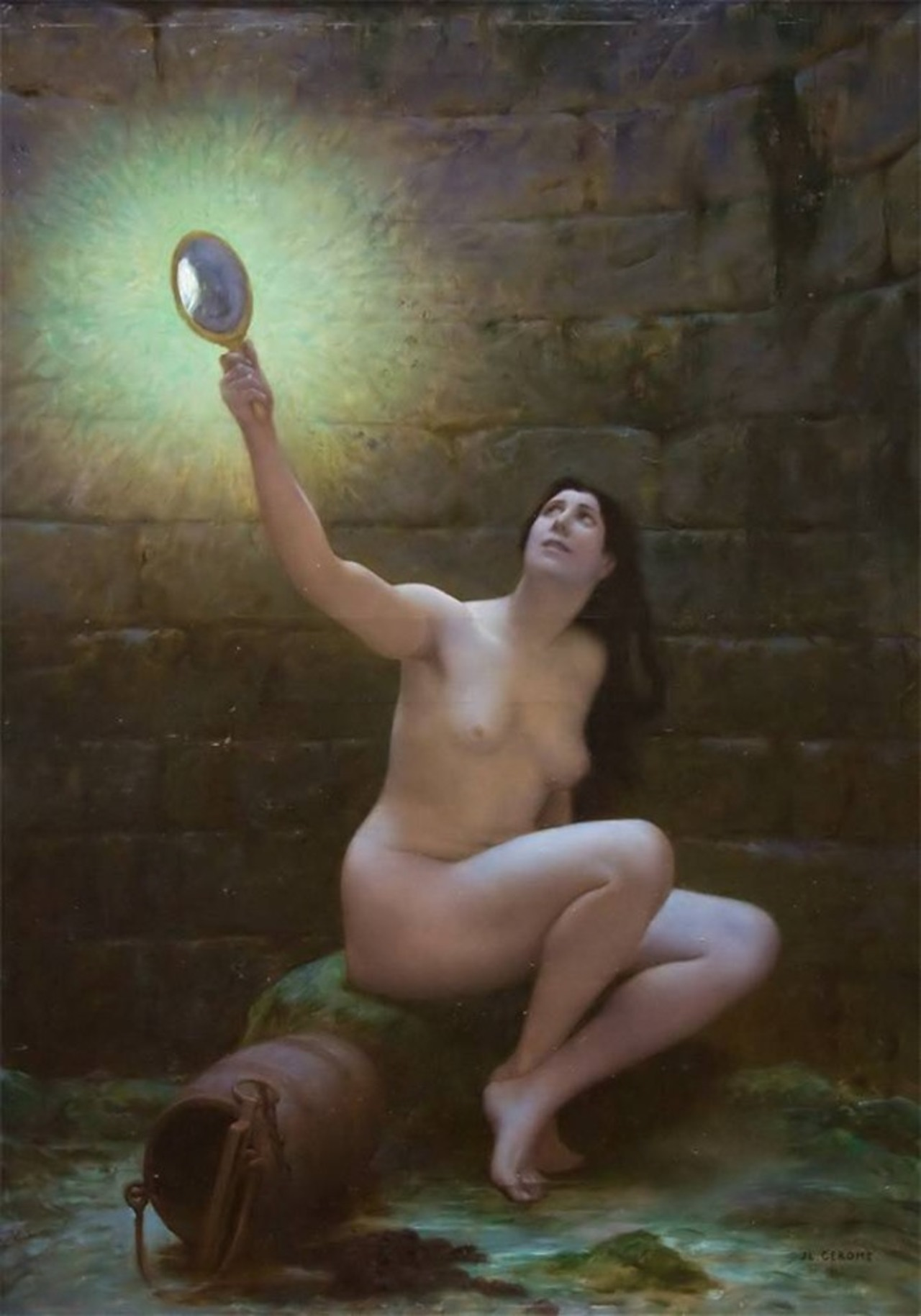
La vérité au fond du puits.
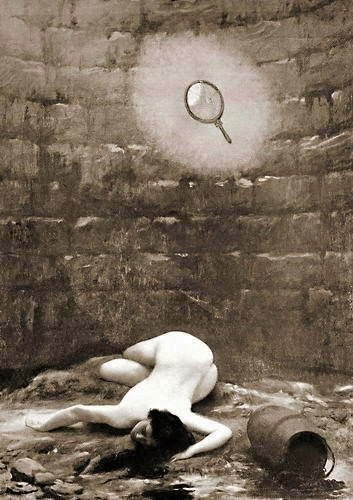
Mendacibus et histrionibus occisa in puteo jacet alma Veritas.
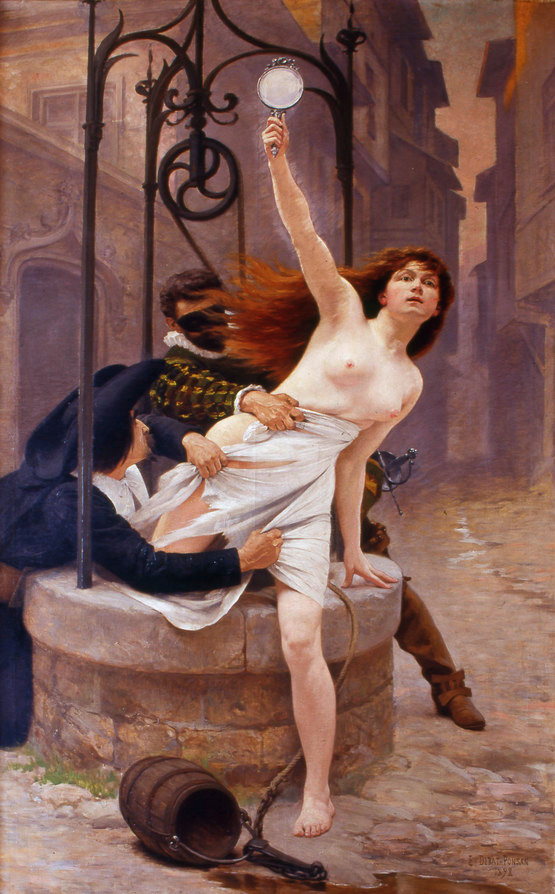
La Vérité sortant du puits par Édouard Debat-Ponsan.
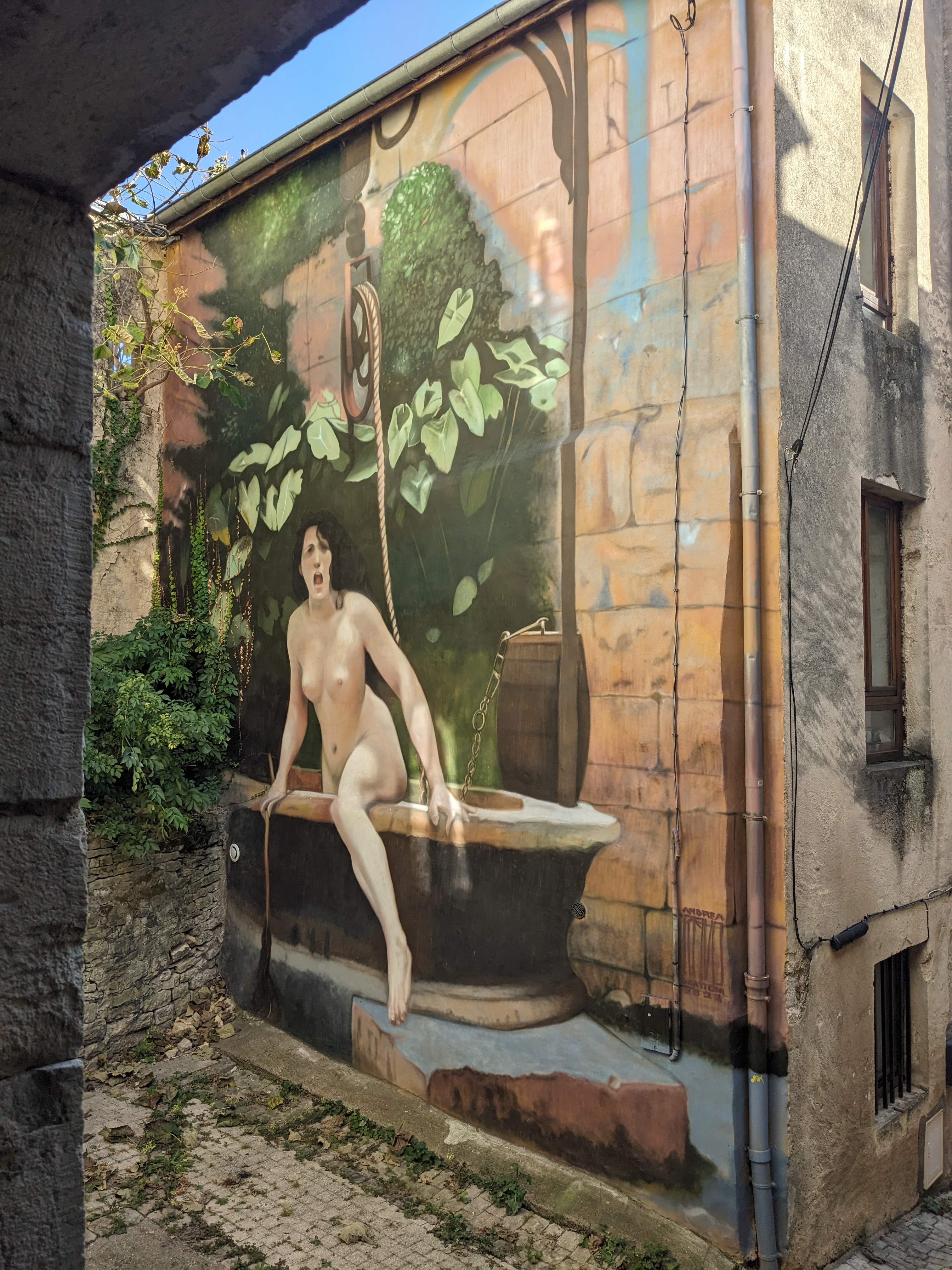
Fresque d'Andrea Ravo Mattoni représentant le tableau. Réalisée dans une ruelle à Vesoul en juillet 2021.